# Фронт звільнення узбережжя Сомалі
Front de Libération de la Côte des Somalis ( англ . Front for the Liberation of the Somali Coast ) — націоналістична організація, а згодом партизанське угруповання на французькій території Афар і Іссас у сучасному Джибуті. Він конкурувала з Визвольним рухом Джибуті (MLD), який підтримувала Ефіопія. FLCS був визнаний національно-визвольним рухом Організацією африканської єдності (ОАЄ), яка брала участь у його фінансуванні.

## Історія
FLCS була заснована в 1960 році Махамудом Харбі. Її президентом-засновником був Адан Абдулле.  25–26 серпня 1966 року в місті Джибуті відбулися зіткнення французьких урядових поліцейських і джибутійських націоналістів, у результаті яких загинуло десять цивільних осіб і один урядовий поліцейський. Двадцять сім осіб було заарештовано за участь у демонстраціях . Французький уряд депортував близько 6000 етнічних сомалійців до Сомалі в період із серпня 1966 року до березня 1967 року. Націоналісти Джибуті провели демонстрацію за незалежність 13–21 вересня 1966 року, в результаті якої загинула 21 особа. Організація в основному отримувала підтримку від сомалійських кланів. 21 вересня 1966 року генерал-губернатор Луї Саже оголосив про рішення французького уряду провести референдум щодо статусу Французького Сомалі . У період з 1 жовтня по 21 листопада 1966 року французькі урядові війська вбили шістьох людей поблизу Джибуті . Абдурахман Ахмед Хасан, також відомий як Габуде, став генеральним секретарем у 1966 році після дворічного ув'язнення.  Вісімнадцять осіб було заарештовано за участь у демонстраціях.

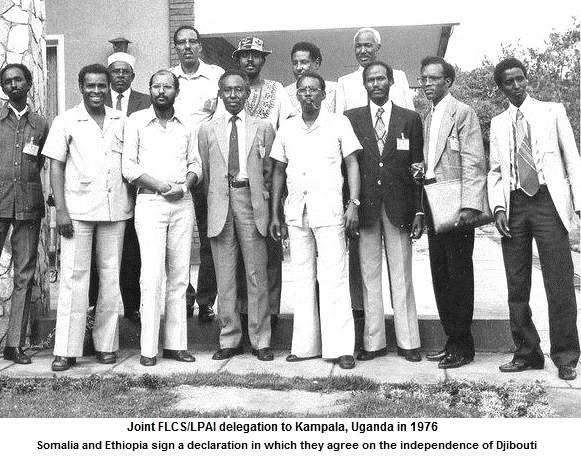
Спільна делегація FLCS-LPAI в Кампалі в 1976 році

Близько 60 відсотків виборців, в основному етнічні афари, під час референдуму, що відбувся 19 березня 1967 року, виступили за те, щоб залишитися заморською територією Франції (відома як французька територія Афар і Іссас ) . Французькі урядові війська придушили демонстрації в місті Джибуті 20 березня 1967 року, в результаті чого загинули одинадцять осіб. Чотири людини були вбиті французькими урядовими військами 6 квітня 1967 року. 3 липня 1967 року Французьке Сомалі було перейменовано у Французьку територію Афар і Іссас. Законодавчі вибори відбулися 17 листопада 1968 року, і Афарське демократичне об'єднання (Rassemblement Démocratique Afar–RDA) отримало 20 із 32 місць в асамблеї.
FLCS почала збройну діяльність за межами Джибуті в 1968 році. З травня 1969 року її генеральним секретарем є Аден Робле Авале . У січні 1970 року Фронт визволення Сомалійського берега заявив про напад на популярний бар Palm in Zinc у Джибуті.
Вибори до парламенту відбулися 18 листопада 1973 року. Коаліція, що складається переважно з етнічних афарів, отримала більшість місць в парламенті . 25–26 травня 1975 року в Джибуті під час політичного насильства було вбито 11 осіб. У 1975 році Фронт визволення Сомалійського узбережжя викрав посла Франції в Могадішо ( Сомалі ) Жана Гері для обміну на двох активістів членів FLCS, які були ув'язнені на материковій частині Франції. У грудні 1975 року він заявив про невдалу атаку на Алі Арефа Бурхана.
31 грудня 1975 року Генеральна Асамблея ООН закликала французький уряд вийти з колонії . У лютому 1976 року FLCS заявляє про викрадення шкільного автобуса, що закінчилося смертю заручників і двох дітей.   З 29 квітня по 11 травня 1976 року Організація африканської єдності (ОАЄ) направила в регіон дослідницьку місію з 15 осіб ( Єгипет, Гвінея, Ліберія, Мозамбік, Сенегал, Танзанія, Уганда, Заїр).
Французькі урядові війська обстріляли демонстрантів у Таджурі 2 травня 1976 року, в результаті чого одна людина загинула. Тринадцять людей були вбиті під час політичного насильства в Джибуті 10 липня 1976 року. Абдалла Мохамед Каміль був обраний прем'єр-міністром Палатою депутатів 29 липня 1976 року. Починаючи з 28 лютого 1977 року в Парижі відбулися переговори представників французького уряду і націоналістів Джибуті. ОАЄ сприяла переговорам між представниками французького уряду та націоналістами Джибуті в Аккрі, Гана, з 28 березня по 1 квітня 1977 року. Вибори до Установчих зборів відбулися 8 травня 1977 року, і Народне об'єднання за незалежність (Rassemblement Populaire pour Independence-RPI) отримало 65 із 65 місць у зборах. Близько 99 відсотків виборців Джибуті підтримали незалежність від Франції на референдумі, що відбувся 8 травня 1977 року. 27 червня 1977 року офіційно відзначається незалежність Джибуті.
Військова боротьба FLCS активно підтримувалася урядом Сомалі .  Група також отримувала допомогу від ОАЄ як національно-визвольного руху. У період 1971-1972 рр. FLCS отримав 1500 фунтів стерлінгів від ОАЄ, 0,14% від загальної суми, пожертвуваної органом різним африканським визвольним рухам того часу.  FLCS змінює свої вимоги між запитом на інтеграцію в можливе «Велике Сомалі» або простою незалежністю території. У 1975 році FLCS вступає в Африканську народну лігу за незалежність і нарешті обирає шлях незалежності, що спричиняє напруженість у відносинах з Могадішо, Сомалі . Після здобуття територією незалежності 27 червня 1977 року від 2000 до 2500 бойовиків FLCS були інтегровані до нових Збройних сил Джибуті, але не до складу MLD, незважаючи на прохання Ахмеда Діні.